# SFXN3
SFXN3 (англ. Sideroflexin 3) – білок, який кодується однойменним геном, розташованим у людей на 10-й хромосомі. Довжина поліпептидного ланцюга білка становить 321 амінокислот, а молекулярна маса — 35 503.
| 10         |  | 20         |  | 30         |  | 40         |  | 50         |
| ---------- |  | ---------- |  | ---------- |  | ---------- |  | ---------- |
| MGELPLDINI |  | QEPRWDQSTF |  | LGRARHFFTV |  | TDPRNLLLSG |  | AQLEASRNIV |
| QNYRAGVVTP |  | GITEDQLWRA |  | KYVYDSAFHP |  | DTGEKVVLIG |  | RMSAQVPMNM |
| TITGCMLTFY |  | RKTPTVVFWQ |  | WVNQSFNAIV |  | NYSNRSGDTP |  | ITVRQLGTAY |
| VSATTGAVAT |  | ALGLKSLTKH |  | LPPLVGRFVP |  | FAAVAAANCI |  | NIPLMRQREL |
| QVGIPVADEA |  | GQRLGYSVTA |  | AKQGIFQVVI |  | SRICMAIPAM |  | AIPPLIMDTL |
| EKKDFLKRRP |  | WLGAPLQVGL |  | VGFCLVFATP |  | LCCALFPQKS |  | SIHISNLEPE |
| LRAQIHEQNP |  | SVEVVYYNKG |  | L          |  |            |  |            |

A: Аланін

C: Цистеїн

D: Аспарагінова кислота

E: Глутамінова кислота

F: Фенілаланін

G: Гліцин

H: Гістидин

I: Ізолейцин

K: Лізин

L: Лейцин

M: Метіонін

N: Аспарагін

P: Пролін

Q: Глутамін

R: Аргінін

S: Серин

T: Треонін

V: Валін

W: Триптофан

Задіяний у таких біологічних процесах, як транспорт іонів, транспорт заліза, транспорт, ацетилювання. 
Білок має сайт для зв'язування з іоном заліза. 
Локалізований у мембрані, мітохондрії.